# Sigrid Ehrlich
  Sigrid Ehrlich, SPSF, (* 10. November 1937 in  Bad Flinsberg, Landkreis Löwenberg in Schlesien, Provinz Niederschlesien, heute Polen; † 24. November 2023 in Frankfurt am Main) war eine deutsche Ordensschwester, die sich durch die  Pflege Obdachloser in Frankfurt am Main verdient machte. Sie war Trägerin des Bundesverdienstkreuzes. Man nannte sie auch die „Mutter Teresa von Frankfurt“.

## Leben
Das Vorbild der Ordensgründerin der Armen Schwestern vom Heiligen Franziskus, Franziska Schervier, brachte Barbara Ehrlich 1956 dazu, in diesen Orden einzutreten und nahm den Ordensnamen Sigrid an. Sie machte eine Ausbildung in Aachen als Krankenpflegerin im Mutterhaus ihres Ordens. 1989 schickte sie ihr Orden, die Armen-Schwestern vom heiligen Franziskus, von Köln nach Frankfurt am Main. Seit 1990 war sie aktiv in Frankfurt in der Obdachlosenhilfe tätig; zu den Tätigkeitsfeldern des Ordens gehört die Arbeit mit Ausgegrenzten. 1992 gründete sie den Verein „Lichtblick e.V.“ sowie 1995 den Verein „Lichtblick aktiv Schwester Sigrid e.V.“
Für ihr Engagement erhielt Ehrlich das Verdienstkreuz erster Klasse des Verdienstordens der Bundesrepublik Deutschland.
2021 musste sie durch eine schwere Erkrankung die Arbeit an den Caritasverband abtreten, der das Haus übernahm und in ihrem Sinne weiterführt. Sie zog sich aus der Öffentlichkeit zurück
Schwester M. Sigrid Ehrlich ist am 24. November 2023 unbemerkt von der Öffentlichkeit im Alter von 86 Jahren nach längerer Erkrankung auf der Intensivstation des Krankenhauses Heilig Geist in Frankfurt am Main verstorben. Die Todesmeldung erfolgte für die Öffentlichkeit durch eine in Frankfurter Zeitungen veröffentlichte Todesanzeige. Sie wurde am 4. Dezember 2023 auf dem Hauptfriedhof Frankfurt am Main beigesetzt. 

## Tätigkeit in der Obdachlosenhilfe
Durch ihren Verein „Lichtblick e.V.“ versuchte Sigrid Ehrlich, die Not Obdachloser in der Main-Metropole zu lindern. Anfangs sammelte sie Wohnsitzlose auf Bahnhöfen, öffentlichen Toiletten, in Parks und Brücken auf, versorgte diese, kümmerte sich um deren Verwundungen und Wohlergehen. Mit ihrem Verein Lichtblick aktiv Schwester Sigrid e.V. versuchte sie Notbetten, Wohngemeinschaften für Obdachlose sowie Wohnungen für geistig- und körperlich Behinderte zu schaffen, um diesen ein selbständiges Leben zu ermöglichen. 1997 wurde ein Haus im Dornbusch, später in Bergen-Enkheim, gekauft und 1999 wurde ein Wohnhaus für Obdachlose in der Eschersheimer Straße eröffnet, das rund 40 Männern und Frauen Betreuung bietet. Sie wohnte regelmäßig in ihrem Kloster und im Wohnhaus. Ein weiterer Bereich ihres Engagements bestand darin, feste Wohnungen für Obdachlose zu vermitteln sowie die Integration obdachloser bzw. wohnsitzloser Menschen in die Gesellschaft zu betreiben. Es wurden bisher 300 feste Wohnungen vermittelt.
Die Tätigkeit von Schwester Sigrid wurde in der Frankfurter Rundschau mehrfach in ausführlichen Berichten dargestellt, auch die Hessenschau berichtete am 16. Februar 2013 hatte über deren Arbeit.

## Auszeichnungen
- Verdienstmedaille des Verdienstordens der Bundesrepublik Deutschland, 1994
- Bürgermeister-Wilhelm-Fay-Preis, 1995.
- Walter-Möller-Plakette, 1996.
- Dr. Gabriele Strecker Preis, 2008.
- Verdienstkreuz erster Klasse des Verdienstordens der Bundesrepublik Deutschland, 2010.
- Frankfurter Bürgerpreis der BFF-Fraktion, Frankfurt/Main, 2019.